# SN 2006go
SN 2006go – supernowa typu Ia odkryta 12 września 2006 roku w galaktyce A002433-0016. W momencie odkrycia miała maksymalną jasność 22,00m.